# Vuelo 226A de Britannia Airways
El Vuelo 226A de Britannia Airways del 14 de septiembre de 1999 entre Cardiff, Gales, Reino Unido y Gerona, España, un Boeing 757-204 de 6 años y 7 meses con matrícula G-BYAG, sufrió un accidente durante el aterrizaje.

## Investigación e informe final
El informe final de la Comisión de Investigación de Accidentes e Incidentes de Aviación Civil dice: 
 "Se considera que la causa más probable del accidente fue la desestabilización de la aproximación por debajo de la altura de decisión con pérdida de las referencias visuales externas y de los avisos automáticos de altura inmediatamente antes del aterrizaje, con el resultado de un contacto con la pista con excesiva velocidad de descenso y en actitud de morro abajo."
Además los siguientes factores contribuyeron:
- Degradación de las condiciones visuales ambientales como resultado de la oscuridad y fuerte lluvia, y el subsiguiente fallo eléctrico de las luces de pista poco antes de la toma.

- Supresión de algunos avisos automáticos de altura por el aviso de «SINK RATE» del GPWS (sistema de alerta de proximidad al suelo) .

- Bloqueo o saturación mental del PF cuando las luces de pista fallaron y que pudo impedirle tomar la decisión de iniciar un «motor y al aire».

- Ausencia de entrenamiento específico en simulador de vuelo para iniciar un «motor y al aire» por debajo de la altura de decisión.

- Evaluación insuficiente de las condiciones meteorológicas, en particular la evolución e intensidad de la tormenta que afectaba al aeropuerto.